# 衡阳市基督教堂
衡阳市基督教堂，位于衡阳市雁峰区中山南路20号。

## 历史沿革
衡阳市基督教堂始创于1902年，原系中华基督教会(长老会)的一座教堂。
1980年后成为衡阳市内仅存的一座教堂。

## 机构设置
2009年起，衡阳市基督教堂由19人组成堂委会，设立教务事工部、团契部、主日学部、圣乐部、接待探访部、后勤部、宣传联络部、财务部这八个部门开展教堂的全面工作。
衡阳市基督教堂也是衡阳市基督教三自爱国运动委员会和衡阳市基督教会组织所在地。